# Longman (Verlag)
Longman ist der erste Name eines 1724 in London gegründeten Verlags. Er besteht noch heute als Imprint von Pearson Education. Im Lauf der Jahrhunderte hatte er verschiedene Namen, so von 1880 bis 1959 Longmans, Green & Company.

## Geschichte
Der Verlag wurde durch den Buchhändler Thomas Longman (1699–1755) in London gegründet. Er heiratete die Tochter des Buchhändlers John Osborn, der Ephraim Chamber´s Cyclopaedia herausbrachte, und war bei diesem ab 1716 in der Lehre. 1724 erwarb er den Nachlass des Verlegers William Taylor (erster Verleger von Robinson Crusoe von Daniel Defoe), der zwei Buchhandlungen in London hatte (Black Swan, Ship, beide in Paternoster Row, wo der Verlag künftig seinen Sitz hatte), die Longman mit übernahm. Longman war einer der sechs Buchhändler, die die Herausgabe des Dictionary von Samuel Johnson unternahmen. Nach dem Tod von Longman übernahm sein gleichnamiger Neffe und Anfang des 19. Jahrhunderts wurden weitere Partner aufgenommen, so 1811 Thomas Brown (gestorben 1869), der 1794  als Lehrling im Verlag angefangen hatte.
Ab 1799 verlegten sie das English Grammar von Lindley Murray, das sich damals 50.000 Mal pro Jahr verkaufte, und 1800 Historical and Miscellaneous Questions for the Use of Young People der Lehrerin Richmal Mangnall (1769–1820), das bis 1857 vierundachtzig Auflagen erlebte. Außerdem wurden die Werke von William Wordsworth, Robert Southey, Samuel Taylor Coleridge und Walter Scott verlegt und sie waren die Londoner Agenten des 1802 gegründeten Edinburgh Review, das sie 1826 ganz übernahmen. 1802 bis 1819 erschien die Enzyklopädie des Lehrers und Pfarrers Abraham Rees (1743–1825) in 39 Bänden und 6 Bildbänden. 1829 folgte die Cabinet Encyclopaedia herausgegeben von Dionysius Lardner und 1832 der Commercial Dictionary von John Ramsay McCulloch. In den 1840er Jahren hatten sie Erfolg mit den Geschichtswerken von Thomas Macaulay. Verleger waren ab 1842 Thomas Longman (1804–1879) und William Longman (1813–1877), der selbst historische Bücher veröffentlichte.
1863 übernahmen sie den Verlag von John William Parker, zu dem Fraser’s Magazine gehörte und mit dem John Stuart Mill zum Verlag kam. 1890 übernahmen sie den 1711 gegründeten Verlag Rivington. 1880 bis 1959 hießen sie Longmans, Green and Company.
1940 wurde das Verlagshaus in der Paternoster Row samt dem Buchbestand durch Bombenangriffe vernichtet. 1948 wurden sie Aktiengesellschaft und 1968 wurden sie von Pearson übernommen (damals Besitzer von Penguin und der Financial Times). Der letzte Vertreter der Familie Longman im Verlag, Mark Longman, starb 1972. Der Verlag wurde Imprint von Pearson vor allem für den Markt von Lehrbüchern für Englisch als Fremdsprache (English Language Teaching). Konkurrenten sind dabei insbesondere (außerhalb Pearson) Macmillan Publishers, Oxford University Press, Express Publishing.

## Namen des Verlags
- 1724 T. Longman
- 1725 J. Osborn and T. Longman
- 1734 T. Longman
- 1745 T. Longman and T. Shewell
- 1747 T. Longman
- 1753 T. and T. Longman
- 1755 M. and T. Longman
- 1755 T. Longman
- 1793 T.N. Longman. Auch: T. Longman
- 1797 Messrs. Longman and Rees
- 1799 T.N. Longman and O. Rees
- 1800 Longman and Rees
- 1804 Longman, Hurst, Rees and Orme
- 1811 Longman, Hurst, Rees, Orme and Brown
- 1823 Longman, Hurst, Rees, Orme, Brown and Green
- 1825 Longman, Rees, Orme, Brown and Green
- 1832 Longman, Rees, Orme, Brown, Green and Longmans
- 1838 Longman, Orme, Brown, Green and Longmans
- 1840 Longman, Orme & Co.
- 1841 Longman, Brown & Co.
- 1842 Longman, Brown, Green and Longmans
- 1856 Longman, Brown, Green, Longmans and Roberts
- 1859 Longman, Green, Longman and Roberts
- 1862 Longman, Green, Longman, Roberts and Green
- 1865 Longmans, Green, Reader and Dyer
- 1880 Longmans, Green & Co.
- 1926 Longmans, Green & Co. (Ltd.)
- 1959 Longmans
- 1969 Longman[1]